# 傑佛瑞·薩克斯
傑佛瑞·大衛·薩克斯（英語：Jeffrey David Sachs，1954年11月5日— ），出生於美國密西根州底特律，美國經濟學家，專長於發展經濟學，以擔任玻利維亞、波蘭、前南斯拉夫和前蘇聯的經濟顧問而聞名。現為哥倫比亞大學地球研究所可持續發展中心的主任及教授，同時為前聯合國秘書長潘基文的特別顧問。從2002年到2006年，他任聯合國秘書長科菲·安南的特別顧問及聯合國千年計劃的總負責人。
其以與國際機構合作協助發展中國家減少貧窮、債務和控制疾病（特別是愛滋病）而聞名，曾提倡以「休克療法」（雖然他自己並不喜歡這個名稱）解決玻利維亞、波蘭和俄國經濟危機，以及提出「臨床經濟學」理論，針對各個國家的不同狀況來擬定發展策略。2022年獲唐獎永續發展奬。

## 早年
萨克斯生长于密歇根州大底特律地区奥克帕克市的一个犹太裔家庭。他的父亲西奥多·萨克斯是一位劳工法专业的律师。从奥克帕克高中毕业以后，萨克斯就读了哈佛学院，并于1976年获得了本科学位并被授予最高荣誉。他之后凭借论文《开放经济内的要素成本与宏观经济调控: 理论与实证》在哈佛经济系获得了硕士和博士文凭 ，并在哈佛就读期间受邀加入了哈佛学会。

## 学术生涯

#### 哈佛大学
萨克斯于1980年以助理教授的身份加入哈佛大学任教，并于1982年升任副教授。一年后，年仅28岁的萨克斯成为了哈佛大学经济学系的终身教授。在之后的十九年间，萨克斯担任了国际贸易学盖伦·L ·斯通杰出教授，哈佛国际发展研究所主任(1995–1999年)和哈佛肯尼迪学院国际发展中心主任(1999–2002年)。

#### 哥伦比亚大学
萨克斯现任哥伦比亚大学教授，以及哥伦比亚大学可持续发展中心主任。在2002年至2016年间，萨克斯曾任哥伦比亚大学地球研究所主任。哥伦比亚大学地球研究所是一个校际机构，主要通过跨学科、跨领域的方法尝试解决地球面临的各种复杂问题，以寻求可持续发展。萨克斯在哥伦比亚大学国际与公共事务学院和梅尔曼公共卫生学院授课，并向哥伦比亚学院的本科学生教授了《可持续发展的挑战》课程。

## 理论观点
1985年，傑佛瑞·薩克斯擔任玻利維亞的經濟顧問，他提出的經濟改革方案經由贡萨洛·桑切斯·德洛萨达的推行，解決了玻利維亞當時面對的恶性通货膨胀問題。這套作法，後來被稱為休克療法。然而，当俄罗斯在20世纪90年代初采用他的休克疗法后陷入贫困时， 一些西方媒体称他为“冷酷无情的新自由主义者”。
2023年3月26日，萨克斯接受新華社採訪時表示，美國以「民主輸出」為由恣意武裝干涉外國內政，「自1950年以來，全世界最殘暴的國家一直都是美國」，「民主只是美國的說辭，他們眼中只有霸權」。

## 争议
2013年出版的《理想主义者》的作者尼娜·蒙克说，尽管萨克斯意图良好，但他提出的扶贫项目在多年后“让人们的生活比以前更糟”。纽约大学经济学教授威廉·伊斯特利称萨克斯的消除贫困计划是“某种大跃进”。
2018年12月，华为首席财务官孟晚舟应美国的要求在加拿大被捕。美国寻求引渡她，后者则面临涉嫌违反对伊朗制裁的指控。在孟晚舟被捕后不久，萨克斯写了一篇文章，他说孟晚舟事件是美国政府试图遏制中国，并指责美国寻求引渡她是“虚伪的行为”。他写道，因违反制裁而被罚款的几家美国公司的高管都没有被逮捕。在他发表了这篇文章并受到批评后，萨克斯关闭了他的社交媒体推特账户。亞洲協會高级研究员艾萨克·斯通·菲什指出，萨克斯曾为华为写过宣传文章，并质疑萨克斯是否得到了华为的报酬。萨克斯说他没有得到报酬。
2020年6月，萨克斯再次为华为辩护，认为美国针对华为的行为不仅仅是为了安全。在2020年出版的《隐藏的手》一书中，作者克莱夫·汉密尔顿和马雷克·奥尔堡对萨克斯为华为辩护的一篇文章进行了评论。汉密尔顿和奥尔堡写道，由于萨克斯与华为有密切的关系，包括他之前提出华为是“我们共同的数字未来愿景”，因此他的文章的意义和影响力有限。作者还指称，萨克斯与一些中国国家机构和以及能源公司中国华信能源有联系，并且还曾为后者演讲。
在2021年1月的一次采访中，萨克斯多次回避了有关中国镇压维吾尔族人的问题，并通过影射“美国犯下的巨大人权侵犯行为”来分散焦点。此事发生后，有18个社会团体联合写信给哥伦比亚大学，质疑萨克斯的言论。信中写道，萨克斯采取了与中国外交部一致的立场，利用美国政府侵犯人权的历史来偏离话题，以此回避对中国政府迫害维吾尔人的讨论。这些社会团体继续写道，萨克斯“背叛了他的机构的使命”，轻视了那些被中国政府压迫的人的观点。《全球主义者》杂志主编史蒂芬·里克特和前美国外交官詹姆斯·D·賓德納格写道，萨克斯正在“积极使用经典的共产主义宣传伎俩”。
萨克斯说他“相当相信”COVID-19是来自“美国实验室的生物技术”。欧盟认为这是中国政府释放的有关COVID-19的假消息。
2022年8月，萨克斯接受了反疫苗阴谋论者小罗伯特·肯尼迪的播客采访，他指责安东尼·福奇等官员对COVID的起源“不诚实”。
萨克斯是《柳叶刀》杂志COVID-19委员会的主席。2022年9月，《柳叶刀》组建的一个小组发表了一份关于COVID-19大流行病的报告。报告称该病毒可能来自美国的一个实验室，而这一观点长期以来得到萨克斯的支持。对此，病毒学家安吉拉·拉斯姆森评论说，这可能是《柳叶刀》作为科学和医学权威期刊“最可耻的时刻之一”。病毒学家大衛·羅伯森说，暗示美国实验室参与了COVID-19大流行是“疯狂的猜测”，并认为看到这样一份在如此重要的话题上发表无稽之谈的报告，令人失望。